# Lepa Brena
Pour les articles homonymes, voir Lepa (homonymie).
Fahreta Živojinović (en cyrillique serbe : Фахрета Живојиновић ; née le 20 octobre 1960 à Tuzla, Bosnie-Herzégovine, faisant alors partie de la république fédérative socialiste de Yougoslavie), plus connue sous le nom de scène Lepa Brena (cyrillique: Лепа Брена) est la plus connue des chanteuses yougoslaves des années 1980.

## Discographie
- Čačak, Čačak (1982)
- Mile voli disko (1982)
- Bato, Bato (1984)
- Pile moje (1984)
- Voli me, voli (1986)
- Uske pantalone (1986)
- Hajde da se volimo (1987)
- Četiri godine (1989)
- Boli me uvo za sve (1990)
- Zaljubiška (1991)
- Ja nemam drugi dom (1994)
- Kazna Božija (1994)
- Luda za tobom (1996)
- Pomračenje sunca (2000)
- Uđi slobodno... (2008)
- Začarani krug (2011)
- Izvorne i novokomponovane narodne pesme (2013)